# 度妥昔珠单抗
度妥昔珠单抗（INN：Duvortuxizumab）是一种嵌合/人源化单克隆抗体，设计用于治疗B细胞恶性肿瘤。该药物由杨森全球服务公司开发。